# Orsa tingslag
Orsa tingslag var ett tingslag i Dalarna i Kopparbergs län. Tingsplats var Orsa.
Tingslaget bildade 1805 från den då upplösta Orsa och Älvdalens tingslag och den upphörde 1948 då verksamheten överfördes till Mora och Orsa tingslag. 
Tingslaget hörde före 1876 till Österdalarnas domsaga och från 1876 till Ovansiljans domsaga.

## Socknar
Tingslaget omfattade följande socknar:  
- Orsa socken